# Лёгкая атлетика на летних Олимпийских играх 2020 — бег на 200 метров (мужчины)
Соревнование в беге на 200 метров среди мужчин на летних Олимпийских играх 2020 года проходили 3 и 4 августа 2021 года на Японском национальном стадионе. В соревнованиях приняли участие 50 спортсмена из 35 стран.
Андре Де Грасс выиграл золотую медаль для Канады в беге на 200 метров среди мужчин. Последняя золотая медаль Канады была завоевана 93 года назад на Олимпийских играх 1928 года. Андре де Грасс добавил золотую медаль к своему серебру 2016 года и стал 12-м спортсменом, заработавшим на дистанции 200 метров более одной Олимпийской медали. Американцы Кеннет Беднарек и Ноа Лайлс завоевали серебро и бронзу, поднялись на подиум впервые с 2008 года. (также выиграв две медали: серебряную и бронзовую). После завершения карьеры Усэйном Болт завершилась серия из трех золотых медалей Ямайки.

## Медалисты
| Золото                | Серебро             | Бронза        |
| Андре Де Грасс Канада | Кеннет Беднарек США | Ноа Лайлс США |

## Ход турнира
Фаворитами Олимпийского турнира являлись Чемпион мира Ноа Лайлс и серебряный призер Андре Де Грасс. Лайлс на отборочном турнире в США к Олимпиаде 2020 опередил конкурентов, с самым быстрым временем года, Кеннета Беднарека и 17 — летнего Эрриона Найтона.
Первый полуфинальный забег оказался самым медленным выиграл Эррион Найтон и ямайский бегун Рашид Дуайер
Во втором полуфинале Аарон Браун взял на себя инициативу и быстро стартовал. Лайлс обогнал его на своей типичной скорости на выходе из поворота и затем сбавил обороты, чтобы сэкономить силы на финише. Это позволило Брауну догнать Лайлса к финишным линиям. Всех удивил бывший американский старшеклассник Джозеф Фанбулле, выступающий за Либерию, который разогнавшись догнал лидеров к финишной линии. У всех три бегунов результат был 19,99, место определялось по фотофинишу. Фаворит Лайлс занял лишь третье место, и для выхода в финал пришлось ждать результаты третьего забега, и квалифицироваться только по лучшему времени всех забегов.
Де Грасс смог выйти из последнего полуфинала, побив свой собственный рекорд Канады установленный в полуфинале Олимпийских игр 2016 года. В этом забеге он также расслабился, но контролировал ситуацию, оглядываясь на Беднарека на последних метрах этой гонки.
В финале Де Грасс среагировал на старте быстрее всех. Во второй половине поворота Беднарек и Лайлс получили небольшое преимуществом, но Лайлс не смог показать той же доминирующей максимальной скорости на повороте. Де Грасс закончил поворот немного позади, но догнал лидеров и имея наибольшую скорость разгона, обогнал и сделал небольшой отрыв от Беднареке. На последних 20 метрах Беднарек немного сократил отставание от Де Грасса, но это была явная победа для Де Грасса. Де Грасс финишировал с результатом 19,62 секунды при скорости ветра −0,5 м / с.

## История
Соревнование в беге на 200 метров среди мужчин на Олимпийских играх 2020 года будет проводиться в 28 раз. Впервые было проведено в 1900 году.

## Квалификация
Квалификационный стандарт на Олимпийские игры 2020 для бегунов на 200 метров установлен 20,24 секунды. Стандарт был установлен с целью включения в турнир спортсменов выполнившие на квалификационных соревнованиях установленный норматив, но которые не смогли пройти квалификацию по итогам мирового рейтинга ИААФ. Мировые рейтинги, основанные на расчете среднего из пяти лучших результатов спортсмена за квалификационный период с учетом сложности уровня соревнований. Данные условия для отбора спортсменов использоваться, пока не будет достигнуто ограничение в 56.
Квалификационный период первоначально был установлен с 1 мая 2019 года по 29 июня 2020 года. Из -за пандемии коронавирусной инфекции в период с 6 апреля 2020 года по 30 ноября 2020 года соревнования был приостановлены и дата окончания продлена до 29 июня 2021 года. Дата начала квалификации по итогам мирового рейтинга также была изменена с 1 мая 2019 г. на 30 июня 2020 г. Спортсмены выполнившие квалификационный стандарт в течение этого времени, были квалифицированы, а провести отбор по мировому рейтингу было не возможно из-за отсутствия легкоатлетических турниров. ИААФ изменил требование к расчету мирового рейтинга, включив соревнования как на открытом воздухе, так и в помещении, а также последний региональный чемпионат был засчитан, даже если он проведен не во время квалификационного периода.
Национальный олимпийский комитет (НОК) может заявить не более 3 квалифицированных спортсменов в забеге 200 метров. Если все спортсмены соответствуют начальному квалификационному стандарту или прошли квалификацию путем ранжирования мирового рейтинга в течение квалификационного периода. (Ограничение в 3 было введено на Олимпийском Конгрессе в 1930 г.)
25 бегунов прошли квалификацию по установленному нормативу; 20 — по позициям мирового рейтинга и 5 — НОК использовали свое универсальное место и ввели одного спортсмена, так как у них нет спортсменов, соответствующих стандарту входа на легкоатлетическое мероприятие — в беге на 200 метров среди мужчин.

## Рекорды
Мировой и олимпийский рекорды до начала летних Олимпийских игр 2020 года:
| Мировой рекорд     | Усэйн Болт (JAM) | 19,19 | Берлин | 20 августа 2009 |
| Олимпийский рекорд | Усэйн Болт (JAM) | 19,30 | Пекин  | 20 августа 2008 |

## Формат и календарь турнира
В соревнованиях по-прежнему использовался формат отборочных соревнований из трех основных раундов, введенный в 2012 году.
Время Олимпийских объектов местное (Япония, UTC+9)
| Дата                    | Время       | Раунд             |
| ----------------------- | ----------- | ----------------- |
| Вторник, 3 августа 2021 | 09:00 19:00 | Раунд 1 Полуфинал |
| Среда, 4 августа 2021   | 18:30       | Финал             |

## Результаты

### Раунд 1
Квалификационные правила: первые 3 в каждом забеге (Q) и дополнительно 3 с лучшими показанными результатами из всех забегов (q) проходят в полуфинал.

#### Забег 1
Ветер: -0,3 м/с
| Место | Дорожка | Спортсмен           | НОК       | Реакция на старте | Время | Примечание |
| ----- | ------- | ------------------- | --------- | ----------------- | ----- | ---------- |
| 1     | 7       | Рашид Дуайер        | Ямайка    | 0.163             | 20.31 | Q          |
| 2     | 8       | Дивайн Одудуру      | Нигерия   | 0.129             | 20.36 | Q          |
| 3     | 4       | Анасо Йободвана     | ЮАР       | 0.119             | 20.78 | Q          |
| 4     | 2       | Жоржи Видис         | Бразилия  | 0.161             | 20.94 |            |
| 5     | 3       | Фоде Сиссоко        | Мали      | 0.167             | 21.00 |            |
| 6     | 5       | Сёта Иидзука        | Япония    | 0.148             | 21.02 |            |
| 7     | 6       | Хосе Андрес Салазар | Сальвадор | 0.145             | 21.66 |            |

#### Забег 2
Ветер: 0,9 м/с
| Место | Дорожка | Спортсмен             | НОК               | Реакция на старте | Время | Примечание |
| ----- | ------- | --------------------- | ----------------- | ----------------- | ----- | ---------- |
| 1     | 4       | Джерим Ричардс        | Тринидад и Тобаго | 0.187             | 20.52 | Q          |
| 2     | 6       | Шон Масванганьи       | ЮАР               | 0.142             | 20.58 | Q          |
| 3     | 2       | Таймир Бернет         | Нидерланды        | 0.137             | 20.60 | Q, SB      |
| 4     | 3       | Эммануэль Эсеме       | Камерун           | 0.160             | 20.65 |            |
| 5     | 7       | Ян Волко              | Словакия          | 0.160             | 21.21 |            |
| 6     | 5       | Абдул ХакимСани-Браун | Япония            | 0.149             | 21.41 | SB         |
| —     | 9       | Ян Йирка              | Чехия             | 0.150             | DSQ   | TR 17.3.1  |
| —     | 8       | Бернардо Балойес      | Колумбия          |                   | DNS   |            |

#### Забег 3
Ветер: -0,6 м/с
| Место | Дорожка | Спортсмен               | НОК               | Реакция на старте | Время | Примечание |
| ----- | ------- | ----------------------- | ----------------- | ----------------- | ----- | ---------- |
| 1     | 5       | Феми Огуноде            | Катар             | 0.154             | 20.37 | Q          |
| 2     | 6       | Рамиль Гулиев           | Турция            | 0.158             | 20.54 | Q          |
| 3     | 2       | Андре Де Грасс          | Канада            | 0.122             | 20.56 | Q          |
| 4     | 3       | Кайл Грео               | Тринидад и Тобаго | 0.149             | 20.77 |            |
| 5     | 4       | Джун Ямасита            | Япония            | 0.118             | 20.78 |            |
| 6     | 8       | Алдемир да Силва Жуниор | Бразилия          | 0.160             | 20.84 | SB         |

#### Забег 4
Ветер: 0,6 м/с
| Место | Дорожка | Спортсмен             | НОК            | Реакция на старте | Время   | Примечание |
| ----- | ------- | --------------------- | -------------- | ----------------- | ------- | ---------- |
| 1     | 4       | Эррион Найтон         | США            | 0.173             | 20.55   | Q          |
| 2     | 8       | Алонсо Эдвард         | Панама         | 0.185             | 20.60   | Q          |
| 3     | 5       | Робин Вандербемден    | Бельгия        | 0.142             | 20.70   | Q, SB      |
| 4     | 6       | Сидней Сиаме          | Замбия         | 0.171             | 21.01   |            |
| 5     | 2       | Гедиминас Трускаускас | Литва          | 0.140             | 21.02   |            |
| 6     | 3       | Стивен Мюллер         | Германия       | 0.156             | 21.08   |            |
| 7     | 7       | Адам Джемили          | Великобритания | 0.180             | 1:58.58 |            |

#### Забег 5
Ветер: -0,7 м/с
| Место | Дорожка | Спортсмен                  | НОК       | Реакция на старте | Время | Примечание |
| ----- | ------- | -------------------------- | --------- | ----------------- | ----- | ---------- |
| 1     | 4       | Аарон Браун                | Канада    | 0.157             | 20.38 | Q          |
| 2     | 2       | Джозеф Фанбулле            | Либерия   | 0.147             | 20.46 | Q          |
| 3     | 6       | Уильям Рейз                | Швейцария | 0.147             | 20.51 | Q          |
| 4     | 7       | Сергей Смелик              | Украина   | 0.144             | 20.53 | SB         |
| 5     | 5       | Антонио Инфантино          | Италия    | 0.132             | 20.90 |            |
| 6     | 3       | Лукас Вилар                | Бразилия  | 0.171             | 21.31 |            |
| 7     | 8       | Мухд Нур Фирдаус Ар-Расиид | Бруней    | 0.174             | 21.83 | SB         |

#### Забег 6
Ветер: -0,4 м/с
| Место | Дорожка | Спортсмен             | НОК                      | Реакция на старте | Время | Примечание |
| ----- | ------- | --------------------- | ------------------------ | ----------------- | ----- | ---------- |
| 1     | 5       | Кеннет Беднарек       | США                      | 0.184             | 20.01 | Q          |
| 2     | 8       | Янкарлос Мартинес     | Доминиканская Республика | 0.164             | 20.17 | Q, NR      |
| 3     | 4       | Эсеоса Десалу         | Италия                   | 0.131             | 20.29 | Q, SB      |
| 4     | 2       | Се Чжэнье             | Китай                    | 0.159             | 20.34 | Q, SB      |
| 5     | 3       | Нетанил Митчелл-Блэйк | Великобритания           | 0.163             | 20.56 | SB         |
| 6     | 7       | Маркус Лоулер         | Ирландия                 | 0.145             | 20.73 | SB         |
|       | 6       | Эммануэль Матади      | Либерия                  |                   |       | DNS        |

#### Забег 7
Ветер: 0,4 м/с
| Место | Дорожка | Спортсмен          | НОК      | Реакция на старте | Время | Примечание |
| ----- | ------- | ------------------ | -------- | ----------------- | ----- | ---------- |
| 1     | 8       | Ноа Лайлс          | США      | 0.171             | 20.18 | Q          |
| 2     | 9       | Сибусисо Маценджва | Эсватини | 0.172             | 20.34 | Q, NR      |
| 3     | 3       | Джозеф Амоа        | Гана     | 0.171             | 20.35 | Q, SB      |
| 4     | 4       | Кларенс Мунияй     | ЮАР      | 0.135             | 20.49 | Q, =SB     |
| 5     | 5       | Леон Рид           | Ирландия | 0.135             | 20.53 | Q, SB      |
| 6     | 7       | Брендон Родни      | Канада   | 0.150             | 20.60 |            |
| 7     | 6       | Джулиан Форте      | Ямайка   | 0.152             | 20.65 |            |
| 8     | 2       | Нуриддин Хадид     | Ливан    | 0.157             | 21.12 |            |

### Полуфиналы
Квалификационные правила: первые 2 в каждом забеге (Q) и дополнительно 2 с лучшими показанными результатами из всех забегов (q) проходят в полуфинал.

#### Полуфинал 1
Ветер: -0,2 м/с
| Место | Дорожка | Спортсмен       | НОК     | Реакция на старте | Время | Примечание |
| ----- | ------- | --------------- | ------- | ----------------- | ----- | ---------- |
| 1     | 4       | Эррион Найтон   | США     | 0.172             | 20.02 | Q          |
| 2     | 6       | Рашид Дуайер    | Ямайка  | 0.141             | 20.13 | Q, SB      |
| 3     | 7       | Дивайн Одудуру  | Нигерия | 0.140             | 20.16 |            |
| 4     | 9       | Джозеф Амоа     | Гана    | 0.168             | 20.27 | SB         |
| 5     | 5       | Феми Огуноде    | Катар   | 0.160             | 20.34 |            |
| 6     | 8       | Эсеоса Десалу   | Италия  | 0.149             | 20.43 |            |
| 7     | 2       | Се Чжэнье       | Китай   | 0.154             | 20.45 |            |
| 8     | 3       | Анасо Йободвана | ЮАР     | 0.151             | 20.88 |            |

#### Полуфинал 2
Ветер: -0,4 м/с
| Место | Дорожка | Спортсмен          | НОК                      | Реакция на старте | Время          | Примечание |
| ----- | ------- | ------------------ | ------------------------ | ----------------- | -------------- | ---------- |
| 1     | 7       | Аарон Браун        | Канада                   | 0.151             | 19.99 (19.982) | Q, SB      |
| 2     | 6       | Джозеф Фанбулле    | Либерия                  | 0.140             | 19.99 (19.982) | Q, NR      |
| 3     | 5       | Ноа Лайлс          | США                      | 0.179             | 19.99 (19.983) | q          |
| 4     | 4       | Янкарлос Мартинес  | Доминиканская Республика | 0.141             | 20.24          |            |
| 5     | 8       | Уильям Рейз        | Швейцария                | 0.149             | 20.44          | SB         |
| 6     | 2       | Кларенс Мунияй     | ЮАР                      | 0.142             | 20.49          | =SB        |
| 7     | 3       | Робин Вандербемден | Бельгия                  | 0.132             | 21.00          |            |
| —     | 9       | Алонсо Эдвард      | Панама                   | 0.147             |                | DNF        |

#### Полуфинал 3
Ветер: 0,2 м/с
| Место | Дорожка | Спортсмен          | НОК               | Реакция на старте | Время | Примечание |
| ----- | ------- | ------------------ | ----------------- | ----------------- | ----- | ---------- |
| 1     | 9       | Андре Де Грасс     | Канада            | 0.139             | 19.73 | Q, NR      |
| 2     | 6       | Кеннет Беднарек    | США               | 0.176             | 19.83 | Q          |
| 3     | 5       | Джерим Ричардс     | Тринидад и Тобаго | 0.161             | 20.10 | q, SB      |
| 4     | 8       | Шон Масванганьи    | ЮАР               | 0.151             | 20.18 |            |
| 5     | 7       | Сибусисо Маценджва | Эсватини          | 0.158             | 20.22 | NR         |
| 6     | 4       | Рамиль Гулиев      | Турция            | 0.156             | 20.31 | SB         |
| 7     | 3       | Леон Рид           | Ирландия          | 0.139             | 20.54 |            |
| 8     | 2       | Таймир Бернет      | Нидерланды        | 0.126             | 20.90 |            |

### Финал
Ветер: -0,5 м/с
| Место | Дорожка | Спортсмен       | НОК               | Реакция на старте | Время | Примечание |
| ----- | ------- | --------------- | ----------------- | ----------------- | ----- | ---------- |
| 1     | 6       | Андре Де Грасс  | Канада            | 0.135             | 19.62 | NR         |
| 2     | 7       | Кеннет Беднарек | США               | 0.165             | 19.68 | PB         |
| 3     | 3       | Ноа Лайлс       | США               | 0.151             | 19.74 | =SB        |
| 4     | 5       | Эррион Найтон   | США               | 0.159             | 19.93 |            |
| 5     | 8       | Джозеф Фанбулле | Либерия           | 0.141             | 19.98 | NR         |
| 6     | 4       | Аарон Браун     | Канада            | 0.157             | 20.20 |            |
| 7     | 9       | Рашид Дуайер    | Ямайка            | 0.148             | 20.21 |            |
| 8     | 2       | Джерим Ричардс  | Тринидад и Тобаго | 0.149             | 20.39 |            |